# Ischnoptera podoces
Ischnoptera podoces är en kackerlacksart som beskrevs av Rehn, J. A. G. och Morgan Hebard 1927. Ischnoptera podoces ingår i släktet Ischnoptera och familjen småkackerlackor.
Artens utbredningsområde är Jamaica. Inga underarter finns listade i Catalogue of Life.